# Kim Eun-mi
Kim Eun-Mi (17 de dezembro de 1975) é uma ex-handebolista sul-coreana. medalhista olímpica.
Fez parte da geração medalha de prata, em Atlanta 1996, com 5 partida com 16 gols.